# NKT-cel
Natural Killer T-cellen of NKT-cellen zijn lymfocyten die kenmerken van zowel T-cellen als NK-cellen vertonen. De eerste cellen die werden aangemerkt als NKT-cellen zijn T-cellen in muizen die het molecuul NK1.1 (NK1.1+; of CD161 in mensen) aan hun celmembraan tot expressie brengen. Niet alle muizenrassen hebben echter cellen die NK1.1 tot expressie brengen, hoewel zij wel beschikken over vergelijkbare NKT-cellen. Tegenwoordig worden diverse andere celtypes aangeduid als NKT-cellen, waarbij de oorspronkelijke NK1.1+ T-cellen over meerdere categorieën verspreid zijn, die als volgt worden onderverdeeld:
| Kenmerk          | Type I klassieke NKT-cel            | Type II NKT-cel | NKT-achtige cel        |
| ---------------- | ----------------------------------- | --------------- | ---------------------- |
| CD1d-afhankelijk | Ja                                  | Ja              | Nee                    |
| TCR α-keten      | Vα24-Jα18                           | Divers          | Divers                 |
| TCR β-keten      | Vβ11                                | Divers          | Divers                 |
| NK1.1/CD161      | + (rust), - (geactiveerd, immatuur) | Divers          | +                      |
| Subtypes         | CD4+, CD8+ of CD4−CD8−              | ?               | CD4+, CD8+ of CD4−CD8− |

Regelmatig wordt ook een brede definitie gehanteerd die alle CD3+CD56+ lymfocyten omvat.